# أولاد كثير (براشوة)
أولاد كثير هي إحدى مشيخات المملكة المغربية، تتبع جغرافيا لإقليم الخميسات وإداريًا لبراشوة. يقدر عدد سكانها بـ 2823 نسمة حسب الإحصاء الرسمي للسكان والسكنى لسنة 2004.